# Bundesstraße 495
De Bundesstraße 495 (afkorting: B 495) is een 72 kilometer lange Bundesstraße in de Duitse deelstaten Nedersaksen en Sleeswijk-Holstein.

## Verloop
De weg begint in Oerel op een kruising met de B 71 en de B 74 en loopt door Ebersdorf, Lamstedt, Hemmoor, Osten, en Wischhafen om te eindigen in Glückstadt aan de B431.

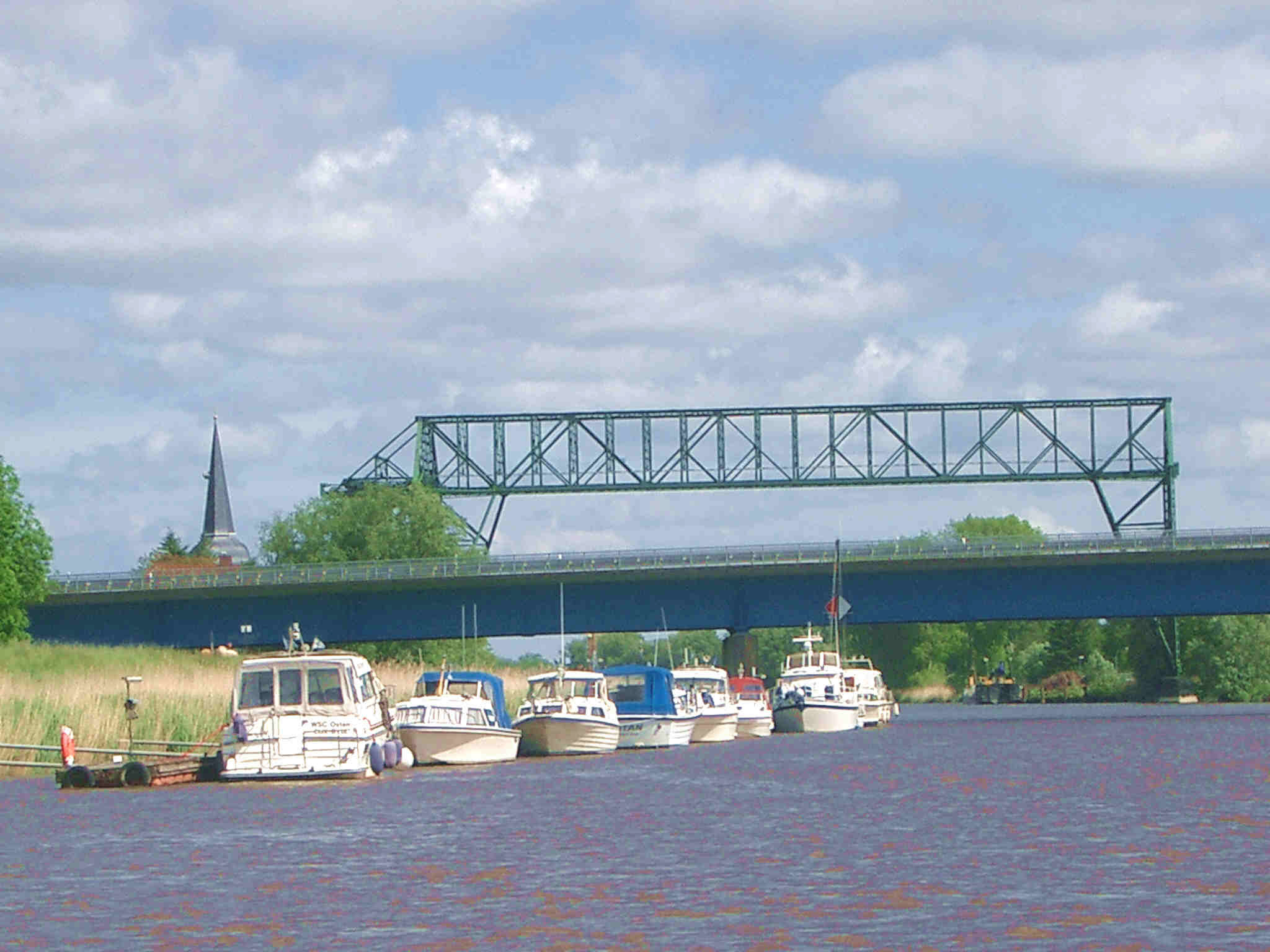
Autoveer en brug over de Oste

Tussen 1969 en 1974 werd een nieuwe brug gebouwd over de Oste, deze werd op 30 mei 1974 in gebruik genomen.
B1 · B3 · B3n · B4 · B5 · B6 · B6n · B27 · B51 · B61 · B64 · B65 · B68 · B69 · B70 · B71 · B72 · B73 · B74 · B74n · B75 · B79 · B80 · B82 · B83 · B188 · B190n · B191 · B195 · B207 · B209 · B210 · B211 · B212 · B213 · B214 · B215 · B216 · B217 · B218 · B238 · B239 · B240 · B241 · B242 · B243 · B243a · B244 · B245a · B247 · B248 · B322 · B401 · B402 · B403 · B404 · B408 · B431 · B433 · B434 · B435 · B436 · B437 · B438 · B439 · B440 · B441 · B442 · B443 · B444 · B445 · B446 · B447 · B461 · B475 · B482 · B490 · B493 · B494 · B495 · B496 · B497 · B524 · B530